# Пари, Фаусто
Фаусто Пари (итал. Fausto Pari; 15 сентября 1962) — итальянский футболист, полузащитник.

## Биография

### Клубная карьера
Начинал игровую карьеру в 1978 году в составе клуба «Беллария». В 1979 году подписал контракт с клубом «Интернационале». В том же сезоне «Интер» стал чемпионом Италии, однако Фаусто на поле не выходил. В следующем сезоне 1980/81 он провёл за команду только один матч. После ухода из «Интера», отыграл два сезона в Серии С за клуб «Парма».
В 1983 году Пари стал игроком «Сампдории». В сезоне 1984/85 выиграл с клубом первый крупный трофей — Кубок Италии. В дальнейшем «Сампдория» становилась обладателем Кубка в сезонах 1987/88 и 1988/89 и в этом качестве принимала участие в Кубке обладателей кубков, где в сезоне 1988/89 уступила в финальном матче испанской «Барселоне», а в сезоне 1989/90 стала победителем турнира. В сезоне 1990/91 «Сампдория» впервые в своей истории стала чемпионом Италии, в чемпионском сезоне Пари сыграл за команду 33 матча из 34. В следующем сезоне 1991/92 «Сампдория» дошла до финала Кубка европейских чемпионов, где в финальном матче итальянский клуб уступил «Барселоне» со счётом 0:1. Пари провёл на поле полный матч (120 минут). 
После окончания сезона он покинул «Сампдорию» и следующие четыре года был игроком клуба «Наполи». В дальнейшем выступал также за клубы «Пьяченца», СПАЛ, «Модена» и «Форли». Завершил игровую карьеру в 2001 году, после чего работал спортивным директором в ряде итальянских команд, а также футбольным агентом.

### Карьера в сборной
В 1981 году в составе молодёжной сборной Италии принимал участие в чемпионате мира, на котором сыграл во всех трёх матчах группового этапа, но не набрал с командой ни одного очка. В 1984 году выступал на молодёжном чемпионате Европы, на котором Италия дошла до полуфинала, уступив будущим чемпионам — сборной Англии.

## Достижения
«Сампдория»
- Чемпион Италии: 1990/91
- Обладатель Кубка Италии: 1984/85, 1987/88, 1988/89
- Обладатель Суперкубка Италии: 1991
- Финалист Кубка европейских чемпионов: 1991/92
- Обладатель Кубка обладателей кубков: 1989/90
- Финалист Кубка обладателей кубков: 1988/89